# Volksbank Friedrichshafen
Die Volksbank Friedrichshafen eG war eine Genossenschaftsbank mit Sitz in Friedrichshafen am Bodensee. Im Jahre 2017 fusionierte die Bank mit der Volksbank Tettnang zur Volksbank Friedrichshafen-Tettnang eG.  

## Geschichte der Volksbank Friedrichshafen
Die Geschichte der Volksbank Friedrichshafen eG geht zurück bis ins Jahr 1864. Am 14. Januar 1864 gründeten 23 Friedrichshafener Bürger die Handwerkerbank auf Basis des genossenschaftlichen Prinzips nach Schulze-Delitzsch. Ab 1921 trug sie den Namen Gewerbebank eGmbH Friedrichshafen und firmierte schließlich ab 1941 als Volksbank Friedrichshafen eG. Eigentümer der Bank waren zuletzt über 11.000 Mitglieder. Die Bank war Mitglied des Bundesverbandes der Deutschen Volksbanken und Raiffeisenbanken e. V. (BVR) und gehörte dessen Sicherungseinrichtung an.

## Geschäftsgebiet
Das Geschäftsgebiet der Bank umfasste die Stadt Friedrichshafen und die Gemeinden Langenargen und Eriskirch. Dort war die Bank mit 7 Filialen vertreten.
- Hauptstelle (Friedrichshafen)
- Filialen (Adenauerplatz, Ailingen, Eriskirch, Fischbach, Kitzenwiese, Jettenhausen, Langenargen)
- Bankshop Messe
- SB Filialen Manzell, Hofen, Klinikum